# Velzic
Velzic är en kommun i departementet Cantal i regionen Auvergne-Rhône-Alpes i mitten av Frankrike. Kommunen ligger  i kantonen Aurillac 4e Canton som ligger i arrondissementet Aurillac. År 2022 hade Velzic 402 invånare.

## Befolkningsutveckling
Antalet invånare i kommunen Velzic
Referens:INSEE